# Matías Romero (Oaxaca)
Matías Romero Avendaño es una ciudad del estado mexicano de Oaxaca, localizada en el istmo de Tehuantepec. Tenía 68 019 habitantes según el censo de 2010. Es la cabecera del municipio homónimo.

## Toponimia
Municipio conocido antiguamente como Rincón Antonio perteneciente a Santa María Petapa y hasta 1906 alcanzaría la categoría política de pueblo. Además en dicho año cambió su nombre en homenaje al político oaxaqueño Matías Romero Avendaño.

## Historia
Originalmente el lugar donde se emplaza actualmente la ciudad de Matías Romero pertenecía al municipio de Santa María Petapa. A principios del siglo XX, durante el gobierno de Porfirio Díaz se comenzó la construcción del ferrocarril transístmico que unió los dos puertos del istmo mexicano, Coatzacoalcos y Salina Cruz.
Matías Romero conserva en la actualidad algunos edificios de sus primeros años, como la estación de ferrocarril y varias casas de campo de estilo inglés.
La localidad fue elevada a categoría de ciudad el 3 de junio de 1950. De hecho su crecimiento se debió a la migración de personas provenientes de otras partes de la región que se empleaban en el ferrocarril. El gremio ferrocarrilero llegó a ser el más grande de la ciudad y se construyeron un teatro, un hospital y una unidad deportiva, pertenecientes al Sindicato de Trabajadores Ferrocarrileros de la República Mexicana (STFRM).
En el paulatino declive de los Ferrocarriles Nacionales de México (FNM), llevó a su práctica desaparición a partir del sexenio del expresidente Carlos Salinas de Gortari. A partir de entonces la ciudad se movió hacia otras fuentes de empleo.

## Localización
Matías Romero Avendaño se encuentra casi al centro de la región del istmo de Tehuantepec, limita al norte y al este con el estado de Veracruz, al este también con el municipio de Santa María Chimalapa, al sur con El Barrio de la Soledad, al oeste con San Juan Mazatlán, San Juan Guichicovi y con Santa María Petapa, y al noroeste San Juan Cotzocón.

## Geografía
Matías Romero está ubicada en una zona montañosa con planicies del istmo de Tehuantepec, se encuentra en las coordenadas 95° 2 O y 16º 52 0000345.

## Clima
Matías Romero tiene un clima variable predominantemente cálido húmedo y subhúmedo, teniendo abundantes precipitaciones en verano, en menor medida en la estación de otoño e invierno, teniendo precipitación media de 2000 a 2250 mm al año. La oscilación térmica es escasa a lo largo del año, en invierno, los fuertes vientos del norte que azotan la región del istmo aportan humedad y temperaturas frescas.

## Economía

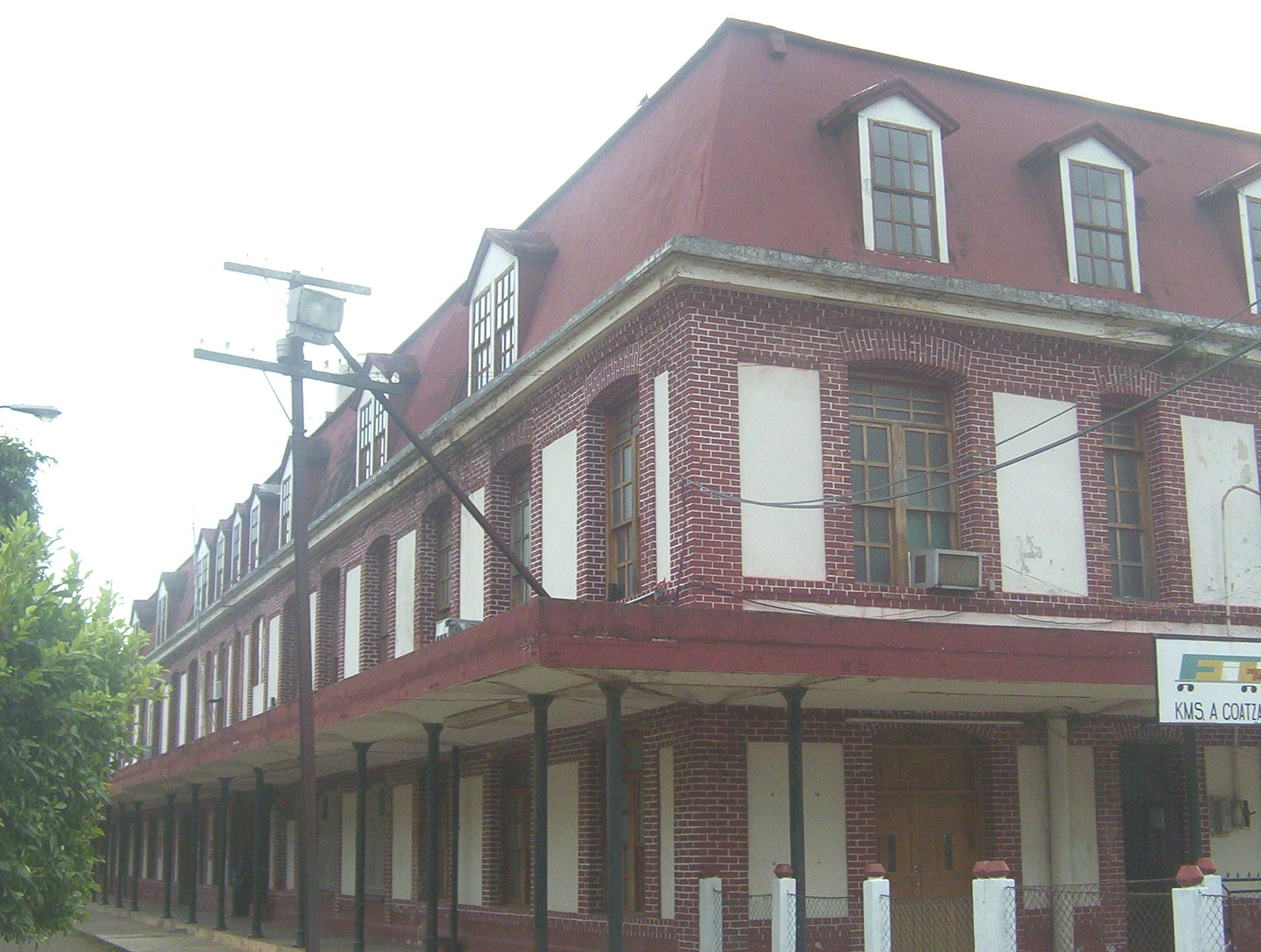
La estación de ferrocarril, el edificio más emblemático de Matías Romero.

Durante la mayor parte de su historia, la economía de Matías Romero se basó casi exclusivamente en el ferrocarril. Esta actividad se ha reducido significativamente desde la década de 1980, pues el sistema ferrocarrilero mexicano ha sido marginado de la economía de todo el país.
La agricultura (maíz, frijol y frutas tropicales), la ganadería vacuna y la explotación forestal de maderas tropicales han contribuido también en la economía de Matías Romero.
Con el crecimiento de la ciudad se ha diversificado la economía. 
Probablemente la actividad que más crecimiento ha mostrado en los últimos años es el comercio de pequeñas y medianas empresas, muchas de ellas informales.

## Presidentes municipales
| Nombre                          | Período     | Partido |
| ------------------------------- | ----------- | ------- |
| Gustavo Espinoza Pacheco        | 1978 - 1980 |         |
| Benito Nacif Álvarez            | 1981 - 1983 |         |
| Felipe Torres Caldero           | 1984 - 1986 |         |
| Marcos A. Morales               | 1987 - 1989 |         |
| Mario Cid Martínez              | 1989        |         |
| Ernesto Guzmán Clark            | 1990 - 1992 |         |
| Cuauhtémoc Fuentes Villanueva   | 1993 - 1995 |         |
| José Antonio Martínez Fernández | 1995        |         |
| Etelberto B. Rodríguez Terán    | 1996 - 1998 |         |
| David Antonio Toledo            | 1999 - 2001 |         |
| Ernesto G. Altamirano Lagunas   | 2002 - 2004 |         |
| Teodoro Jorge Guzmán Corral     | 2005 - 2007 |         |
| José Luis Albores Gaspar        | 2008 - 2010 |         |
| Cuauhtémoc Fuentes Villanueva   | 2011 - 2013 |         |
| Etelberto B. Rodríguez Terán    | 2014 - 2016 |         |
| Marco Antonio Cabello Mares     | 2017 - 2018 |         |
| Alfredo Juárez Díaz (†)         | 2019 - 2020 |         |
| Manuel Solana Morales           | 2020 - 2021 |         |
| Obdulia García López            | 2022 - 2024 |         |
| Edwin Antonio Trinidad          | 2025 - 2027 |         |

## Servicios
La ciudad cuenta con un destacamento militar, una penitenciaría, una clínica de la Secretaría de Salud y una clínica del Instituto Mexicano del Seguro Social. 
Hay escuelas de educación desde preescolar hasta 1 campus de la Universidad del Golfo de México y próximamente otro campus de la Universidad del Istmo, cuenta también con el servicio de educación especial con un Centro de Atención Múltiple (CAM) y el servicio de USAER únicamente en el nivel de primaria, auditorio, biblioteca pública, 2 mercados públicos y una casa de la cultura.
Cuenta asimismo con estaciones de radio local: 90.1 fm la consentida 102.1 fm Las Voces de los Pueblos 107.3 Expresión Radio.

### Tren
El Tren Interoceánico del Istmo de Tehuantepec da servicio de transporte de pasajeros en la Estación de Matías Romero.
De acuerdo con Sistema de Información Cultural (SIC) la antigua estación con ubicación en Rincón Antonio (hoy Matías Romero) fue construida por el Ferrocarril Nacional de Tehuantepec.
En junio de 1879 se aprobó el contrato con el Sr. Learned el 19 de enero de 1878, y el 6 de noviembre de 1880 se fijó el trayecto de la línea, el 30 de mayo de 1882 se decretó la autorización al Ejecutivo Federal para la construcción de un ferrocarril por la llamada “tierra entre dos mares” y el 24 de julio del mismo año se dictaron las resoluciones y disposiciones para poder proceder a los trabajos previos a la construcción del Ferrocarril Interoceánico por aquella franja. 
Por contrato de 27 de febrero de 1888 se autorizó a los Señores C. S. Stanhope, J. H. Hampson y E. L. Corthell (miembros de la compañía americana), para la construcción del Ferrocarril Nacional de Tehuantepec.
La construcción del ferrocarril se terminó en 15 de octubre de 1894. La línea del Ferrocarril Nacional de Tehuantepec fue concluida el 29 de junio de 1894 estableciéndose así una línea férrea que conectó el Océano Pacífico con el Océano Atlántico.

## Población y cultura
En el año 2000 el municipio contaba con 50 109 habitantes de los cuales el 46.4 % corresponde a los hombres y 53.6 % a las mujeres, según el INEGI.
Para el año 2010 la población del municipio se vio reducida a 38 019 habitantes de los cuales 47.86% corresponde a los hombres y el 52.13% a las mujeres. En conjunto, la población del municipio conforma el 0.99% de la población total del estado de Oaxaca según el INEGI.
Las comunidades con mayor número de habitantes son: La cabecera municipal con 30 979 habitantes, Palomares 4235, Col. Cuauhtémoc 2213, Donají 2110, Tolosita 1031 y Los Ángeles con 1195. Cabe destacar que; los habitantes de la cabecera municipal, Palomares, Col. Cuauhtémoc y Donají, representan el 70.2% de la población total de municipio.
La población original del municipio es esencialmente zapoteca. Esta etnia domina en las pequeñas localidades del municipio.  Los zapotecas se hallan organizados y realizan festividades tradicionales propias de la región del istmo.
En la cabecera municipal, la mayor parte de la población es mestiza o mexicana moderna, proveniente muchas veces de otras partes de México, que han llegado a Matías Romero para dedicarse esencialmente a actividades de comercio o de servicios.
También han llegado al municipio personas de la etnia mixe como lo son de las localidades de San Juan Mazatlán, San Juan Guichicovi, María Lombardo de Caso, etc. Así como zoques. Estos dos grupos étnicos se dedican principalmente al comercio de productos agrícolas.

## Religión
La religión predominante es la de la católica con sincretismo mexicano. 
La feria del municipio se lleva a cabo el 24 de febrero día de San Matías, patrono de los curanderos, causando controversias. 
Para honrar al santo se hacían concursos de carretas tiradas por bueyes, así como bailes populares.
Para el año 2006, la feria de la localidad se vio más afectada pues el gobierno municipal, en cuanto a la venta de los lotes para los puestos y juegos mecánicos fueron excesivos.
Recientemente se han incorporado otras asociaciones religiosas cristianas (CAP), siendo quizás la más importante en cuanto a fieles la de los Adventistas del Séptimo Día, denominación con un crecimiento anual del 10%, cuyas prácticas les hacen predicar incesantemente el evangelio a todos quienes les rodean. 
Los adventistas creen que han presentado servicios útiles a la comunidad y no se han aislado dentro de sus templos.
Otra cosa que les distingue es su esfuerzo educativo.
Otra de las asociaciones cristianas son Los Testigos de Jehová quienes se distinguen por ir de puerta en puerta evangelizando.
Así también otra de las asociaciones cristianas que se realzan por su forma de dar a conocer sus enseñanzas es La Iglesia de Jesucristo de los Santos de los Últimos Días, más conocida como mormones, quienes se encuentran a nivel mundial dando a conocer su Doctrina a través de jóvenes misioneros.

## Turismo
Artesanías
- de palma, por ejemplo: abanicos.
- Barrilitos de mezcal
- Elaboración de trajes regionales de los tehuanos

Museos y galerías
- Galería Ferrocarrilera "Erasmo Gómez Villalobos"

Iglesias y templos
- Parroquia de San Matías
- Iglesia de la Soledad en Barrio Juárez
- Iglesia de Santa Ana en la Colonia Los Robles
- Capilla de La Iglesia de Jesucristo de los Santos de los Últimos Días ubicada en la Av. Hombres Ilustres
- Capilla de La Iglesia de Jesucristo de los Santos de los Últimos Días ubicada en Av. Galeana y Corregidora
- Capilla San Antonio del Monte en la colonia Llano Suchiapa.
- Iglesia Adventista del Séptimo Día
- Iglesia cristiana "Moria", casa hogar de niños.
- Iglesia Centro de Alabanza y Proclamación "CAP"
- Iglesia "Emanuel"
- Iglesia "Filadelfia"
- Iglesia Jesús de Nazareno  col las flores
- Iglesia Santa Teresa Col Las Flores
- Iglesia del nazareno (6 iglesias distribuidas en col. Centro, Justo Sierra, Hidalgo Norte, El bajío, La Oaxaqueña y Barrio Nuevo)

Sitios históricos
- Plaza de los Ferrocarrileros
- Estación del Ferrocarril
- Los Brick Bloks

Ríos y arroyos 
- El río el Corte se ubica en la colonia Cuauhtémoc uno de los más visitados por lo extenso de sus playas, poco profundo y muy ancho, se puede navegar en lanchas de motor.
- Río Modelo por excelencia, uno de los mejores sitios para visitar, ya que el agua tiene una temperatura bastante agradable
- Arroyo la Hamaca más pequeño, pero muy tranquilo, mucho más cercano al centro del pueblo.
- Arroyo El Ajal, a 20 minutos de la cabecera municipal, el cual es agradable por sus árboles frondosos y el ambiente familiar que se vive cada fin de semana.

## Fiestas
Feria de San Matías
- Se celebra cada mes de febrero, y el día mayor es 24 de febrero.

Conmemoración al natalicio de Matías Romero y Avendaño
- Celebrados el 4 de mayo y 1 de agosto.

Fiesta de San Pedro y San Pablo
- Se celebrada el 28 de junio.

Fiesta en honor de la Virgen del Carmen
- Se celebrada el 16 de julio.

Fiesta en honor de la Virgen de Guadalupe
- Se celebra el 12 de diciembre

Fiesta en honor de la Virgen Santa Anna
- Se celebra cada mes de julio teniendo como día principal el 26 de julio.

Fiesta en honor a la Virgen de la Soledad
- Se celebra el 18 de diciembre.

## Ciudades hermanadas
- San Juan Bautista Tuxtepec, México
- Juchitán de Zaragoza, México
- Tlalixtac de Cabrera, México